# Егоров, Пётр Владимирович
Пётр Влади́мирович Его́ров (род. 6 сентября 1953) — советский и  украинский педагог, Отличник образования Украины (2000). Заслуженный работник образования Украины (2007). Экономист-кибернетик. Доктор экономических наук (1996), профессор (2000). Академик Академии экономических наук Украины (1999).

## Биография
Родился 6 сентября 1953 года в г. Макеевка Донецкой области. Окончил Донецкий государственный университет (1975).
Инженер Горсистемотехники (1977—1979), ст. инженер ВИДИ взрывозащитного электрооборудования (1979—1980). Ассистент (1980), доцент (1984), профессор (1997) кафедры экономической кибернетики, декан учетно-финансового факультета (с 1998 года), заведующий кафедрой финансов и банковского дела (с 1998 года) Донецкого национального университета.
Руководя факультетом и кафедрой, много сделал для подготовки специалистов учетно-финансового направления, совершенствование научно-педагогического мастерства профессорско-преподавательского персонала.

## Научное наследие
Исследует совершенствования управления производством, формирования механизма организационных структур управления. Разработал научно-практические рекомендации по адаптации оргструктур управления производством, которые получили положительную оценку и внедрены в практику ОАО «Азовсталь», ПО «Макеевуголь».
Автор более 130 научных и научно-методических работ, в том числе 10 монографий, в частности:
- «Организационные механизмы управления производством» (1995);
- «Стратегическое планирование и проблемы управляемости производственно-экономических систем» (1997);
- «Активные методы», учебное пособие (2000);
- «Экономическая кибернетика», учебное пособие (2003);
- «Управление банковским делом», учебное пособие (2004);
- «Стратегический мониторинг», монография (2004).
- «Управление иностранными инвестициями», монография (2005).